# フクシン

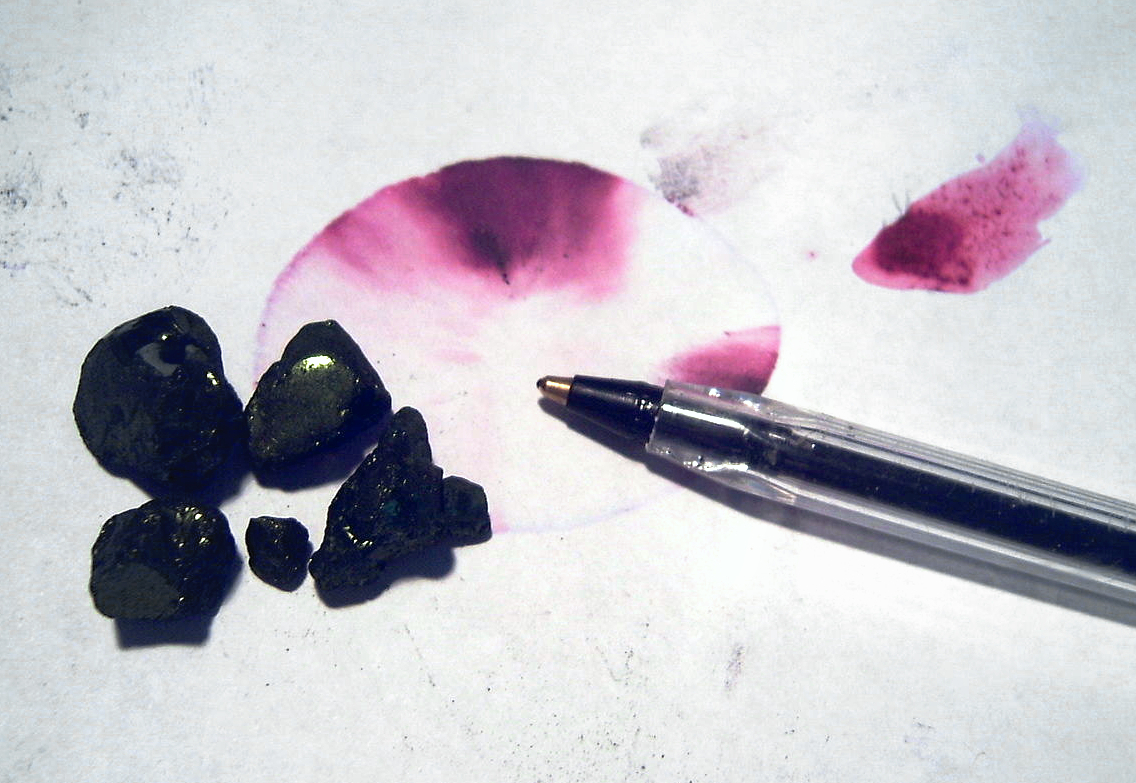
塩基性フクシン構成物質の1つ CI 42500

フクシン(Fuchsine)またはローズアニリン塩酸塩は、化学式C20H19N3·HClで表される紅紫色染料である。実際には類似する化合物の混合物であり、その構成物質は様々な名で呼ばれる。
固体では暗緑色結晶だが、水に溶けて紅紫色になる。織物を染める他、細菌の染色、消毒に用いられる。

## 沿革
フクシンは1858年、アウグスト・ヴィルヘルム・フォン・ホフマンによってアニリンと四塩化炭素から合成された。François-Emmanuel Verguinはホフマンと同年、独立にこの物質を発見し特許を取った。"フクシン"という名はその製造業者Renard frères et Francによって付けられた。由来は諸説あるが、植物学者レオンハルト・フックスに献名された植物フクシア(花の色が似る)に因むという説、自身の名Renard(キツネ)をドイツ語にしたFuchsに由来するという説がある。1861年のRépertoire de Pharmacieによると、双方の理由で命名したようである。

## 酸性フクシン
酸性フクシンは塩基性フクシンをスルホン化したものである。スルホン化によって12の異性体が得られるが、化学的性質はどれもそれほど違わない。

## 塩基性フクシン
塩基性フクシンはローズアニリン・パラローズアニリン・ニューフクシン・マゼンタ2などの混合物である。実際の組成・性質は製法により微妙に異なる。シッフ試薬を作る場合は、純粋なパラローズアニリンが最も適する。
細胞核の染色に広く用いられる。フェノール溶液は石炭酸フクシンと呼ばれ、結核菌の染色に用いられる。

## 化学構造
この化合物は2つの一級アミン、1つの二級アミンを持つ。二級アミンがプロトン化されると、共鳴構造の寄与により正電荷は分子全体に非局在化される。このためこの化合物は強塩基性を示し、これを塩酸で中和し塩化物とすることで安定な結晶として得ることができる。

## 参照
- ニューフクシン（英語版）・フクシン酸（英語版）
- シッフ試験
- グラム染色